# Christoph Holthof
Christoph Holthof (* 9. Januar 1975 in Malsch) ist ein deutscher Filmproduzent.

## Leben
Christoph Holthof studierte Erziehungswissenschaften, Französisch und Theaterwissenschaften in Bochum, Montpellier und Berlin. Zusammen mit Daniel Reich gründete er 2007 die Filmproduktionsfirma kurhaus production. Seitdem ist er als Produzent für zahlreiche Spiel- und Dokumentarfilme sowie dokumentarische Serien verantwortlich – darunter preisgekrönte Filme wie Freier Fall, Die Reste meines Lebens oder Kopfplatzen.
Holthof ist Mitglied der Deutschen Filmakademie und lebt mit seiner Familie in Baden-Baden.

## Filmografie
- 2008: Schönen Tag, Marie
- 2010: U.F.O.
- 2011: Unter Nachbarn
- 2012: Drunter und Drüber
- 2012: Waschen Schneiden Reden
- 2013: Freier Fall
- 2014: Das Hotelzimmer
- 2014: Goodbye G.I.
- 2014 bis 2020: Du bist style
- 2015: Amanda und das Land am Ende der Straße
- 2016: Dimitrios Schulze
- 2016: Die Reste meines Lebens
- 2016: Das Wunder von Ötigheim
- 2016: Schneeblind
- 2016, 2017: Bach – Auch du kannst singen
- 2016 bis 2018: Und jetzt sind wir hier
- 2017: Fremde Tochter
- 2017: No fucking ice cream
- 2017: Das Dorf der Vergesslichen
- 2018: Schwimmen
- 2018. Wir haben nur gespielt
- 2018: Das Mädchen mit den langen Haaren
- 2019: Kopfplatzen
- 2019: Die drei Königskinder
- 2020: Albträumer
- 2020: König Bansah und seine Tochter
- 2021: Die Saat
- 2021: Nachtwald
- 2022: Die Gänseprinzessin
- 2023: Jonja
- 2023: Sick Girls
- 2023: Kommt ein Vogel geflogen
- 2024: Das leere Grab
- 2024: Auf dem Skateboard durch Paris! Mit Yrel
- 2024: Das Mädchen und die Riesin - Adeline tanzt Krump
- 2024: Italomodern
- 2025: Lucie - Ein Chanson für ‚Magisches Frankreich‘